# Эмото, Масару
Маса́ру Эмо́то (яп. 江本 勝 Эмото Масару, 22 июля 1943, Иокогама — 17 октября 2014) — японский деятель псевдонауки, известный экспериментами, направленными на доказательство того, что вода якобы обладает способностью «воспринимать информацию» от окружающей среды. Основной метод «доказательства» состоит в «воздействии» на воду произносимыми и написанными словами и изучении структуры кристаллизации такой воды, которая, по его заявлениям, изменяется в зависимости от смысла этих слов. Начиная с 1999 года Эмото издаёт книгу «Послание воды», содержащую фотографии кристаллов с пояснением, какая информация была «послана» воде.
Научное сообщество оценивает данные исследования как псевдонаучные

## Биография
Окончил курс международных отношений факультета гуманитарных наук Муниципального университета Иокогамы, где специализировался по американо-китайским взаимоотношениям.
После работы в компаниях «Chisan Co., Ltd.» и «Chubu Yomiuri Shimbun» в 1986 году основал компанию «IHM Co., Ltd.».
После знакомства с магнитно-резонансным анализатором (МРА) и магнитно-резонансной (микрокластерной) водой (это было в США, в 1980-х годах) посвятил себя изучению воды.
В октябре 1992 года получил в «Открытом международном университете альтернативной медицины» (Калькутта) степень доктора альтернативной медицины и лицензию на врачебную практику.
Занимал пост президента Института общих исследований IHM, «IHM Co., Ltd.», и «IHM International HADO Membership».

## Исследования структуры воды
В своих экспериментах Эмото пытается доказать, что вода способна впитывать, хранить и передавать человеческие мысли, эмоции и любую внешнюю информацию — музыку, молитвы, разговоры, события.
Чтобы увидеть, как выглядит записанная водой информация, Эмото Масару фотографирует замороженную воду. Для получения фотографий в чашки Петри помещают по капле воды и резко охлаждают в морозильнике. После 2 часов чашки переносятся в специальный прибор, состоящий из холодильной камеры, микроскопа и фотоаппарата. Кристаллы воды рассматриваются при температуре −5 °C с 200—500-кратным увеличением. Делаются снимки наиболее характерных кристаллов. Эмото утверждает, что форма образующихся при этом кристаллов льда варьируется в зависимости от эмоционального окраса воспринятой информации. Позитивные мысли и чувства, гармоничные мелодии порождают симметричные «красивые» рисунки, негативные — хаотичные и бесформенные, с рваными краями, «уродливые».
Также, согласно Эмото, молекулы воды объединяются в кластеры, которые выступают своеобразными ячейками памяти, называемые информационными панелями. В одной «панели» исследователь насчитывает до 440 молекул, которые образуют своего рода аналог компьютерной памяти. В данные ячейки вода записывает информацию и может хранить её долгое время (если воду не подвергать различным воздействиям). Увидеть качество записанной информации можно, сфотографировав кристаллы льда. При этом форма кристаллов зависит от эмоционального окраса воспринятой информации. Чем позитивнее мысли или гармоничнее мелодии, тем выше уровень симметрии и порядка в кристаллах.
По словам Эмото, возможен следующий эксперимент, подтверждающий правильность предположения о восприятии мыслей водой. Масару Эмото предлагает стереть небольшое облачко на небе, следуя следующим инструкциям:
1. Не напрягайтесь. Если Вы слишком возбуждены, ваша энергия не будет исходить от Вас легко.
2. Представляйте, что лазерный луч как энергия входит в намеченное облако прямо из вашего сознания и освещает каждую часть облака.
3. Вы произносите в прошедшем времени: «облако исчезло».
4. Одновременно, Вы проявляете благодарность, говоря: «я благодарен за это», тоже в прошедшем времени.

По утверждению авторов фильма «Великая тайна воды», зафиксированы случаи опреснения морской воды, а также другие случаи очистки воды за счёт воздействия мысли.

## Критика
Основная критика исследований происходит в контексте критики общего направления исследований «Структурированная вода». Однако существует и критика, посвящённая в том числе и исследованиям Эмото.
Алексей Фалеев, кандидат технических наук, в своей статье «Мошенничество на нашем здоровье. Информационная память воды» отмечает, что Масару Эмото не публикует результатов своей работы в научной печати, а это является обязательным требованием к человеку, называющему себя учёным. Более того, как отмечается в статье, Эмото не имеет естественнонаучного образования — первое его образование по специальности «Международные отношения», а второе — докторская степень — по альтернативной медицине. Более того, требования к получению данной степени, согласно информации сайта Открытого международного университета альтернативной медицины в Калькутте (Индия), составляют один год обучения, публикация пяти статей и взнос в размере 350 долларов США. В заключение Фалеев пишет: 

…на основе псевдонаучных спекуляций Эмото Масару активно создаёт новое планетарное религиозное движение — религию Хадо. При этом он не забывает и самого себя, активно рекламируя и продавая собственную продукцию — бутылочки с «правильной» водой, книги о воде, фотографии воды, песни воды, графины для воды и т. д.
Алексей Паевский, научный журналист, будучи в должности заместителя редактора отдела науки интернет-издания «Газета. Ru» в статье, посвящённой фильму «Великая тайна воды», критикует Эмото: 

…наш герой на самом деле создатель новой религиозной секты, продающий «намоленную воду» («Indigo Water — геометрически совершенная вода с посланием вашему телу») по $35 за пять унций.
Эмото критикуют за несовершенство экспериментов. Уильям Тиллер утверждает, что эксперименты Масару ничего не доказывают и Эмото не учитывает один из трёх ключевых факторов при переохлаждении воды.
Группа учеников из Durango High School штата Колорадо под руководством Дэмиана Шена в своей исследовательской работе указали на следующие недостатки экспериментов Эмото:
- эксперимент не учитывает влияние определённых факторов;
- некоторые выводы основываются на предположениях, которые не обязательно истинны.

В работе указывается, что Эмото мог быть необъективен при выборе того или иного кристалла из тысячи при рассмотрении капли воды. Например, выбрать «хороший» кристалл, если известно, что вода «несёт» хорошее сообщение, либо «плохой» — если сообщение отрицательное. То есть в оригинальном эксперименте исследователь знал заранее, какой должен быть результат того или иного опыта, чтобы подтвердить проверяемую теорию. Подобный «не слепой» эксперимент, говорится в работе, указывает на предвзятость исследователя.
В 2003 году Джеймс Рэнди, основатель Фонда Джеймса Рэнди, публично заявил, что заплатит Эмото Масару миллион долларов, если его результаты будут подтверждены при помощи двойного слепого метода.

## Книги на русском языке
- Эмото М. Послания воды: Тайные коды кристаллов льда. — София, 2005. — 96 с. — ISBN 5-9550-0828-4.
- Эмото М. Энергия воды для самопознания и исцеления. — София, 2006. — 96 с. — ISBN 5-9550-0889-6.